# قرطم مصفر
القرطم المصفر (باللاتينية: Carthamus flavescens) نوع نباتي ينتمي إلى جنس القرطم من الفصيلة النجمية.

## الموئل والانتشار
موطنه المغرب العربي وجنوب إسبانيا.